# Lütfiye Güzel

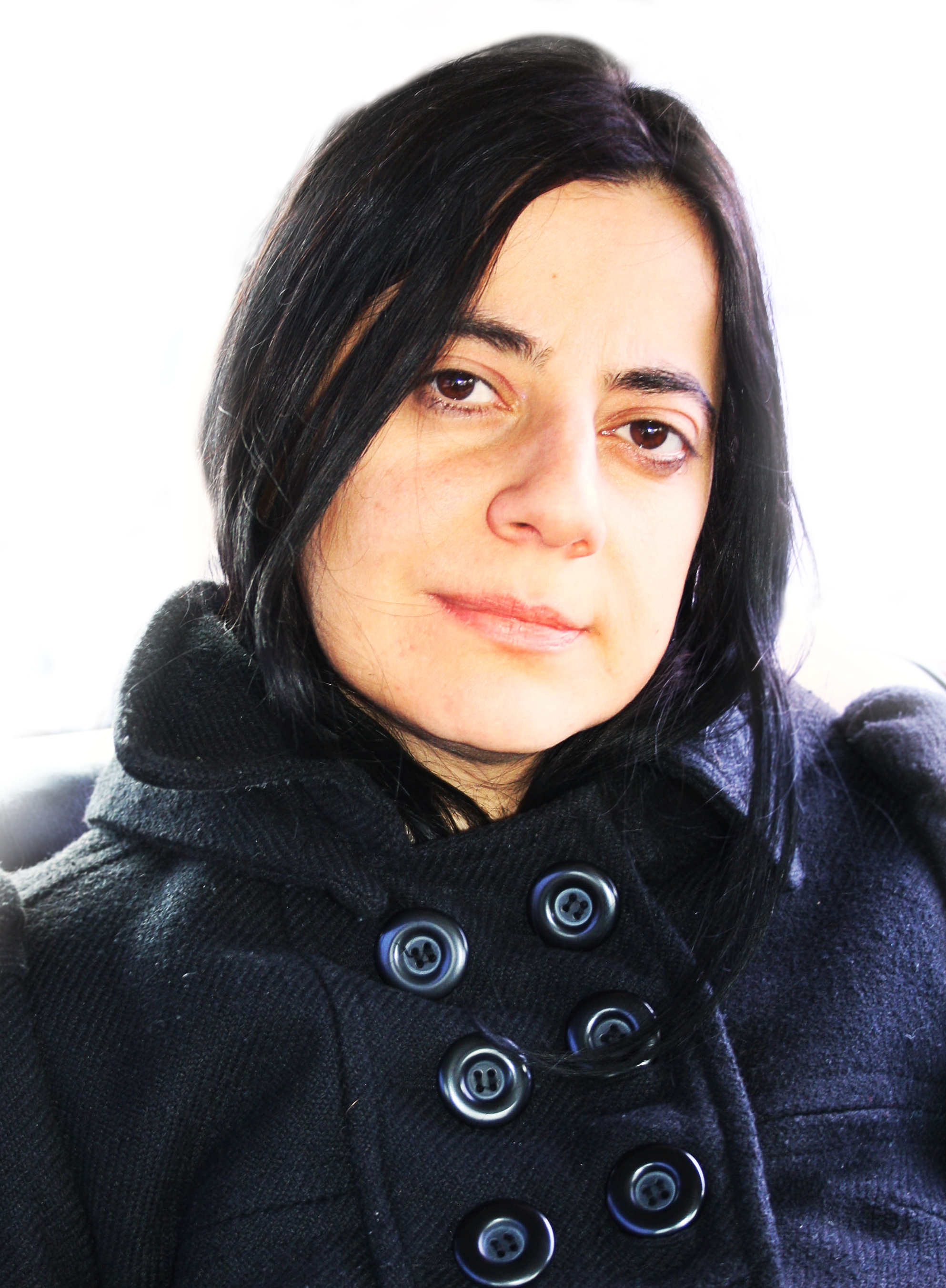
Lütfiye Güzel (2013)

Lütfiye Güzel (* 1972 in Duisburg) ist eine deutsche Schriftstellerin. Sie schreibt Gedichte und kurze Prosatexte über ihren Alltag, ihre Familie, ihre Träume, Sehnsüchte und das Leben im Ruhrgebiet. Im Jahr 2017 wurde sie mit dem Literaturpreis Ruhr ausgezeichnet.

## Leben
Lütfiye Güzel wurde im Duisburger Stadtbezirk Hamborn als Tochter einer türkischen Familie geboren. Der Vater war Stahlarbeiter, die Mutter Hausfrau. Sie wuchs als Gastarbeiterkind zweisprachig im Stadtteil Marxloh mit vier Schwestern auf. Sie begann ein Studium an der Universität Duisburg, das sie nach einigen Semestern abbrach. Lütfiye Güzel lebt als freischaffende Autorin in Duisburg und Berlin. Neben ihrer schriftstellerischen Tätigkeit gestaltet sie Literaturwerkstätten für Jugendliche.

## Werk und Rezeption
Lütfiye Güzel kam als Autodidaktin zur Literatur. Das Leben in dem als „Problemviertel“ bekannten Marxloh prägte ihr Schreiben. Ihre Texte sind Gedichte, kürzere und längere Prosa. Sie handeln von Alltagserfahrungen, erzählen von Armut, Einsamkeit, Sehnsucht und Erinnerungen. Anfangs trug sie ihre Texte auf Poetry-Slams vor, verteilte sie als Loseblattsammlung oder publizierte sie in Literatur- und Stadtmagazinen.
Ihre ersten beiden Bücher brachte 2012 der Duisburger Kleinverlag Dialog Edition heraus. Sie fanden Interesse bei Publikum und Kritik. Der erste Lyrikband Herz-Terroristin erschien 2013 in zweiter Auflage. In einer Rezension in der WAZ wurde er als eine „kostbare kleine Sammlung mit hintergründigen […] Miniaturen“ beschrieben. Ihr zweites Buch Let’s go Güzel!, das neben Gedichten auch Kurzgeschichten enthält, las der Rezensent als „philosophisch getränkte […] Streifzüge durch eine kalte Welt“. Ein Jahr später folgte im selben Verlag der Gedichtband Trist olé?! Seit 2014 veröffentlicht sie Notizen, Novellen, Gedichte und Reflexionen unter ihrem eigenen Label Go-Güzel-Publishing.
Im Jahr 2014 erhielt sie den damals zum ersten Mal vergebenen „Fakir-Baykurt-Kulturpreis“ der Stadt Duisburg. Namensgeber des Preises war ein türkischer Lehrer und Schriftsteller, der über den Gastarbeiter-Alltag in Deutschland schrieb. Er lebte bis zu seinem Tod 1999 in Essen. Die Jury würdigte die Qualität von Güzels Texten als auch ihr Engagement für Kinder und Jugendliche aus migrantischen Milieus.
In seiner Laudatio zum Literaturpreis Ruhr 2017 an Lütfiye Güzel schrieb der Germanist Hannes Krauss: „Nicht-Übereinstimmung – mit Normen, Konventionen, Gepflogenheiten und Erwartungen – das ist ein zentrales Merkmal von Lütfiye Güzels Texten – und die Basis ihrer literarischen Qualität. […] Güzels Texte haben Nachwirkungen. Sie benennen Miseren des Alltags, verführen aber nicht zur Resignation, weil sie ihre harten Wahrheiten in eine genaue – also schöne – Sprache packen.“
Mely Kiyak nannte sie 2023 in einer fiktiven Grabrede „unsere Ingeborg Bachmann des Potts“.

## Auszeichnungen
- 2014: Fakir-Baykurt-Kulturpreis der Stadt Duisburg
- 2017: Literaturpreis Ruhr (Hauptpreis)[6]

## Veröffentlichungen (Auswahl)
- Herz-Terroristin. Gedichte. Dialog Edition, Duisburg 2012, ISBN 978-3-9812594-5-2; 2. Auflage 2013; englischsprachige Ausgabe: Heart-terrorist. Poems. Übersetzung: Corinna Voigt. Dialog-Edition, Duisburg 2014, ISBN 978-3-945634-01-1.
- Let’s go Güzel! Kurzgeschichten & Gedichte. Dialog Edition, Duisburg 2012, ISBN 978-3-9812594-6-9.
- ein schiff wird kommen. In: Die Brücke – Forum für antirassistische Politik und Kultur, 32. Jahrgang, Heft 162, Januar–April 2013/1, ISSN 0931-9514, S. 154 (Gedicht).
- 7 Bücher. In: Drecksack – Lesbare Zeitschrift für Literatur, 4. Jahrgang, April 2013, Heft 2, ISSN 2195-4410 (Erzählung).
- Trist Olé. Gedichte. Dialog Edition, Duisburg 2013, ISBN 978-3-9812594-7-6.
- Pinky Helsinki … Notizen. Go-Güzel-Publishing, Duisburg 2014, ISBN 978-3-00-048100-0.
- Zusammen mit Marvin Chlada: Let's go underground. Hörbuch. Situationspresse, Duisburg 2014, ISBN 978-3-935673-37-2.
- hey, anti-roman, Go-Güzel-Publishing, Duisburg 2015, ISBN 978-3-00-049595-3.
- hadi hugs – selbstgespräch,  Go-Güzel-Publishing, Duisburg, 2016, ISBN 978-3-00-049596-0.
- Oh, No!, (Novelle), Go-Güzel-Publishing, Duisburg 2016, ISBN 978-3-00-054151-3.
- Faible?, Go-Güzel-Publishing, Duisburg 2017, ISBN 978-3-00-054953-3.
- nahezu nichts gelingt (Gedichte), Go-Güzel-Publishing, Duisburg 2020.
- 51 BLACKOUTS, Go-Güzel-Publishing, Duisburg 2020.
- L-ABLA, Go-Güzel-Publishing, Duisburg 2022.
- ich. soll. ruhiger. werden. (Gedichte), Go-Güzel-Publishing, Duisburg 2023.
- best of chapbooks, Go-Güzel-Publishing, Duisburg 2024.
- acceptdance, Go-Güzel-Publishing, Duisburg 2024.